# Comuna Cricău, Alba
Cricău (în maghiară: Boroskrakkó, în germană: Krakau) este o comună în județul Alba, Transilvania, România, formată din satele Craiva, Cricău (reședința) și Tibru. Vecinii comunei Cricău sunt următorii: Galda de Jos spre nord-est, Întregalde la nord-vest și Ighiu în sud-vest. 

## Demografie
Componența etnică a comunei Cricău
     Români (93,51%)
     Alte etnii (0,9%)
     Necunoscută (5,59%)
Componența confesională a comunei Cricău
     Ortodocși (88,66%)
     Baptiști (4,04%)
     Alte religii (0,96%)
     Necunoscută (6,33%)
Conform recensământului efectuat în 2021, populația comunei Cricău se ridică la 1.879 de locuitori, în scădere față de recensământul anterior din 2011, când fuseseră înregistrați 1.912 locuitori. Majoritatea locuitorilor sunt români (93,51%), iar pentru 5,59% nu se cunoaște apartenența etnică. Din punct de vedere confesional, majoritatea locuitorilor sunt ortodocși (88,66%), cu o minoritate de baptiști (4,04%), iar pentru 6,33% nu se cunoaște apartenența confesională.

## Politică și administrație
Comuna Cricău este administrată de un primar și un consiliu local compus din 11 consilieri. Primarul, Aurel-Florin Todericiu[*], de la Partidul Național Liberal, este în funcție din octombrie 2020. Începând cu alegerile locale din 2024, consiliul local are următoarea componență pe partide politice:
|  | Partid                    | Consilieri | Componența Consiliului | Componența Consiliului | Componența Consiliului | Componența Consiliului | Componența Consiliului | Componența Consiliului | Componența Consiliului | Componența Consiliului |
|  | ------------------------- | ---------- | ---------------------- | ---------------------- | ---------------------- | ---------------------- | ---------------------- | ---------------------- | ---------------------- | ---------------------- |
|  | Partidul Național Liberal | 8          |                        |                        |                        |                        |                        |                        |                        |                        |
|  | Partidul Social Democrat  | 3          |                        |                        |                        |                        |                        |                        |                        |                        |

## Monumente
- Biserica reformată din Cricău, construcție din secolul al XIII-lea
- Cetatea dacică "Apoulon", sit arheologic în satul Craiva
- Situl arheologic dacic Piatra Craivii
- Monumentele Eroilor din satul Tibru

## Personalități născute aici
- Nicușor Stanciu (n. 1993), fotbalist.